# Diloma subrostrata
Diloma subrostrata is een slakkensoort uit de familie van de Trochidae. De wetenschappelijke naam van de soort is voor het eerst geldig gepubliceerd in 1835 door Gray.